# På 76°46' nord
|  | Denne artikel er oprettet af botten Steenthbot ud fra en ekstern database. Den kan derfor have sproglige fejl eller mangler. Denne skabelon kan fjernes efter kontrol af indholdet. |

På 76°46' nord er en dansk dokumentarfilm fra 1989 instrueret af Anders Odsbjerg.